# GIOrquestra
La GIOrquestra, també coneguda com a GIO, és una orquestra simfònica que va néixer el 5 de febrer del 2012 gràcies als seus impulsors Marcel Sabaté (director musical) i Jaume Sabaté (director general). Tot i la seva curta trajectòria, la GIO gaudeix d'un alt nivell, fet que l'ha portat a col·laborar amb diversos músics de prestigi en diferents escenaris de renom.

## Història
Aquesta orquestra es va formar el 5 de febrer del 2012 a Girona sota la direcció musical de Marcel Sabaté, i el seu germà Jaume Sabaté com a director general. Es va estrenar a la Sala Montsalvatge de l'Auditori-Palau de Congressos de Girona, amb gran èxit i un programa excepcional on hi apareixia Nina (cantant), Albert Guinovart i Mingacho, Gemma Coma-Alabert i Jordi Molina i Membrives.
Aquest projecte privat dels germans Sabaté compta amb un ampli suport institucional i privat de diferents empreses del territori gironí. Durant aquests anys han participat en diferents projectes i actes, com festivals i actuacions en diversos llocs del territori català.

## Escenaris i projectes
Els anys de trajectòria de l'orquestra simfònica de les comarques gironines conforma un historial d'actuacions de luxe, en diferents escenaris importants i amb acompanyants d'alt nivell.
La GIO ha actuat l'Auditori-Palau de Congressos de Girona, ha tingut una presència important a Barcelona, al festival Jardins de Palau Reial de Pedralbes acompanyant el tenor Josep Carreras i Coll i la cantant Buika. També ha actuat a l'Auditori de Barcelona en el concert final de La Sardana de l'Any, i a la província de Girona, en diferents localitats del territori.
A banda de concerts, la GIOrquestra ha participat en diferents enregistraments de música per a projectes audiovisuals, hi destaca l'enregistrament per a la banda sonora de l'espectacle Coliseum del compositor Marc Timón i Barceló, o música per a tràilers de pel·lícules per a l'empresa Really Slow Motion de Los Angeles.
El dia 5 de febrer del 2017 la GIO va fer un concert celebrant el seu 5è aniversari amb un projecte solidari on es va enregistrar el concert. El dia 11 de febrer de 2018, amb motiu del 6è aniversari, la GIO convida la pianista Valentina Lisitsa, amb qui interpreta el Concert per a piano num. 2 de Rakhmàninov. En aquest concert també s'interpreta la 4ª Simfonia de Brahms.